# Alte Brücke (Bratislava)

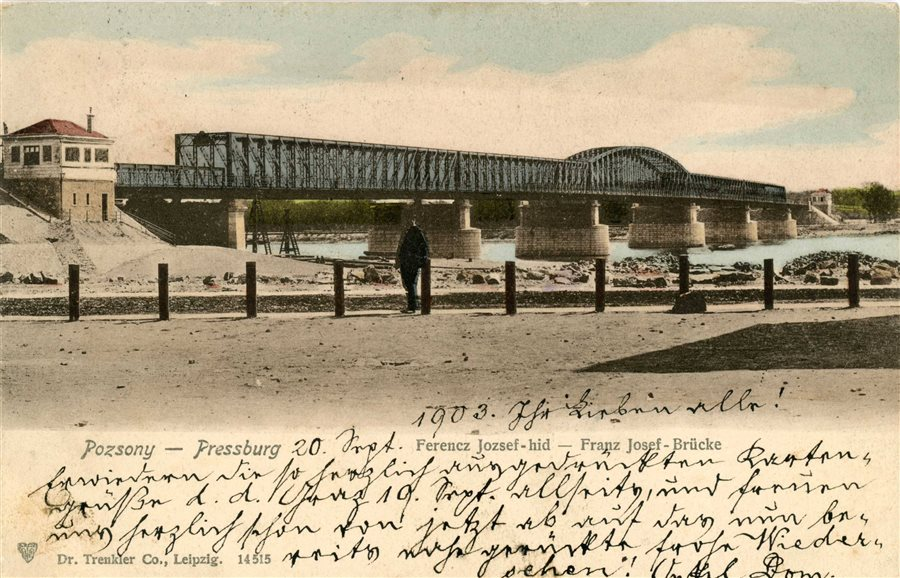
Die Franz-Joseph-Brücke im Jahre 1903 (Die erste stählerne Brücke über die Donau in Preßburg)

Die Alte Brücke (slowakisch Starý most, 1945–?1990 Most Červenej armády [Rote-Armee-Brücke]) ist die älteste Brücke in Bratislava. Es handelt sich um eine Eisenbrücke in gewölbter Obergurtbauweise mit fünf Pfeilern. Die Pfeiler sind als Natursteinmauerwerk ausgeführt. Die Brücke hat insgesamt sechs Spannen (32,3 m + 106,7 m + 137,2 m + 75,6 m + 75,9 m + 32,2 m).
Die 465 Meter lange Donaubrücke verfügt über beidseitige Geh- und Radwege sowie über zwei Vierschienengleise (1000 mm/1435 mm), die einer Linie der Straßenbahn Bratislava zum südlichen Stadtteil Petržalka (Audorf oder Engerau) gewidmet sind. Über zwei Pfeilern befinden sich beidseitige Aussichtsplattformen. Als einzige Donaubrücke in Bratislava darf die Brücke nicht vom Automobilverkehr benutzt werden.

## Geschichte
Die erste Brücke in Pressburg (heute: Bratislava) war die Carolinen-Brücke, eine 1825 errichtete Schiffsbrücke (Pontonbrücke), die sich ungefähr beim ehemaligen Krönungshügelplatz, dem heutigen Ľudovít-Štúr-Platz (Námestie Ľ. Štúra) befand. Sie wurde gebaut, nachdem verschiedene Holzbrücken wegen laufender Schäden durch den Eisgang der Donau nicht lange gehalten hatten. Diese Schiffsbrücke hielt bis Ende 1890.

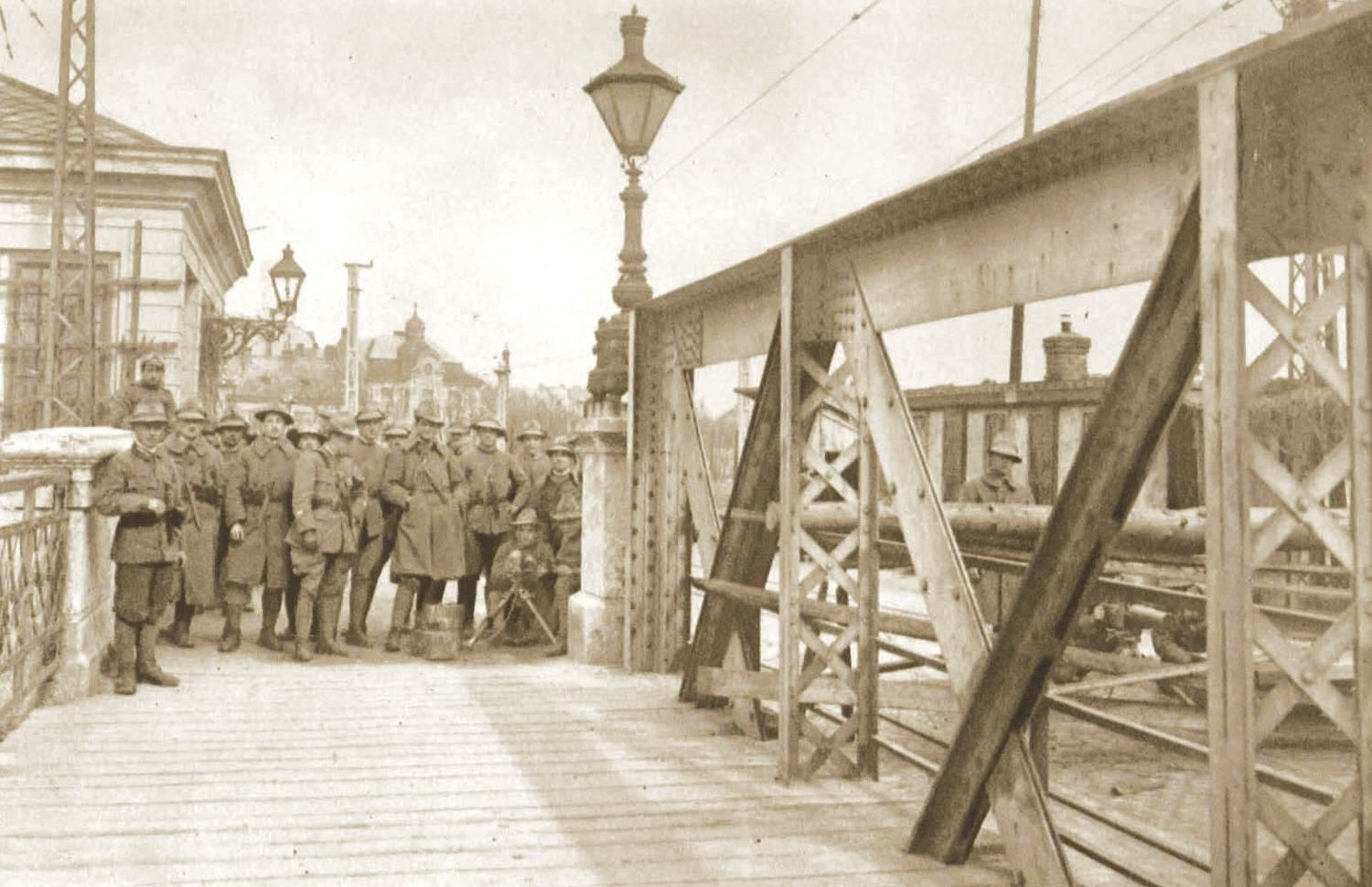
Das Foto zeigt die Besetzung des linksseitigen Brückenkopfes durch Mitglieder der aus Italien kommenden Tschechoslowakischen Legionen im Jahre 1919. (Die Fahrbahn wurde mit Balken abgeriegelt.)

Die heutige Alte Brücke steht an der Stelle der ehemaligen Franz-Josephs-Brücke (most Františka Jozefa), der ersten stählernen Brücke (Stahlfachwerkbrücke) in Bratislava, die am 9. November 1891 von Kaiser Franz Joseph I. persönlich eröffnet wurde.
Nachdem man in einer Stadtratssitzung am 5. November 1888 das städtische Brückenmautrecht dem Ungarischen Staate übertrug, stand dem Bau einer festen – und das ganze Jahr über benutzbaren – Brücke nichts mehr im Wege. Auf Initiative des damaligen ungarischen Verkehrsministers Gábor Baross wurde der Brückenbau in Auftrag gegeben. Mit der Planung und der Entwurfserstellung wurde der Schweizer Ingenieur und Unternehmer Salezius Franz Cathry beauftragt, der mit den Bauarbeiten am 12. August 1889 begann.
Die „Kaiser-Franz-Joseph-Brücke“ über die Donau, die in jener Zeit eine schnellere Verbindung mit Wien und den am anderen Donauufer liegenden ungarischen Städten (vor allem Raab und Steinamanger) ermöglichte, trug zur Industrieentwicklung der Stadt wesentlich bei. Am 9. November 1891 wurde das Eisenbahnfeld der Franz-Joseph-Brücke mit der neuen Eisenbahnstrecke verknüpft und in Betrieb genommen, wodurch der südliche Teil der Stadt – und damit auch das neue Industriegebiet in der Mühlau – an das südliche Eisenbahnnetz nach Raab und Steinamanger angeschlossen war. Beim Gleisbau wurde der Gleiskörper der alten Pferdeeisenbahn zwischen Brücke und Filialbahnhof in die Planung einbezogen. In diesem Zeitraum wurde auch der in den Jahren 1881–1882 und heute nicht mehr existierende Neustädter Bahnhof (gegenüber dem Andreasfriedhof) errichtet, welcher zu einem Knotenpunkt ausgebaut wurde, da von hier aus ab 1895 auch Züge auf die Große Schüttinsel fuhren.

Zur Zeit der ersten tschechoslowakischen Republik trug sie den Namen von Milan Rastislav Štefánik (Štefánikov most). Von 1914 bis 1945 führte über die Brücke auch die Pressburger Bahn, eine elektrische Bahn nach Wien.

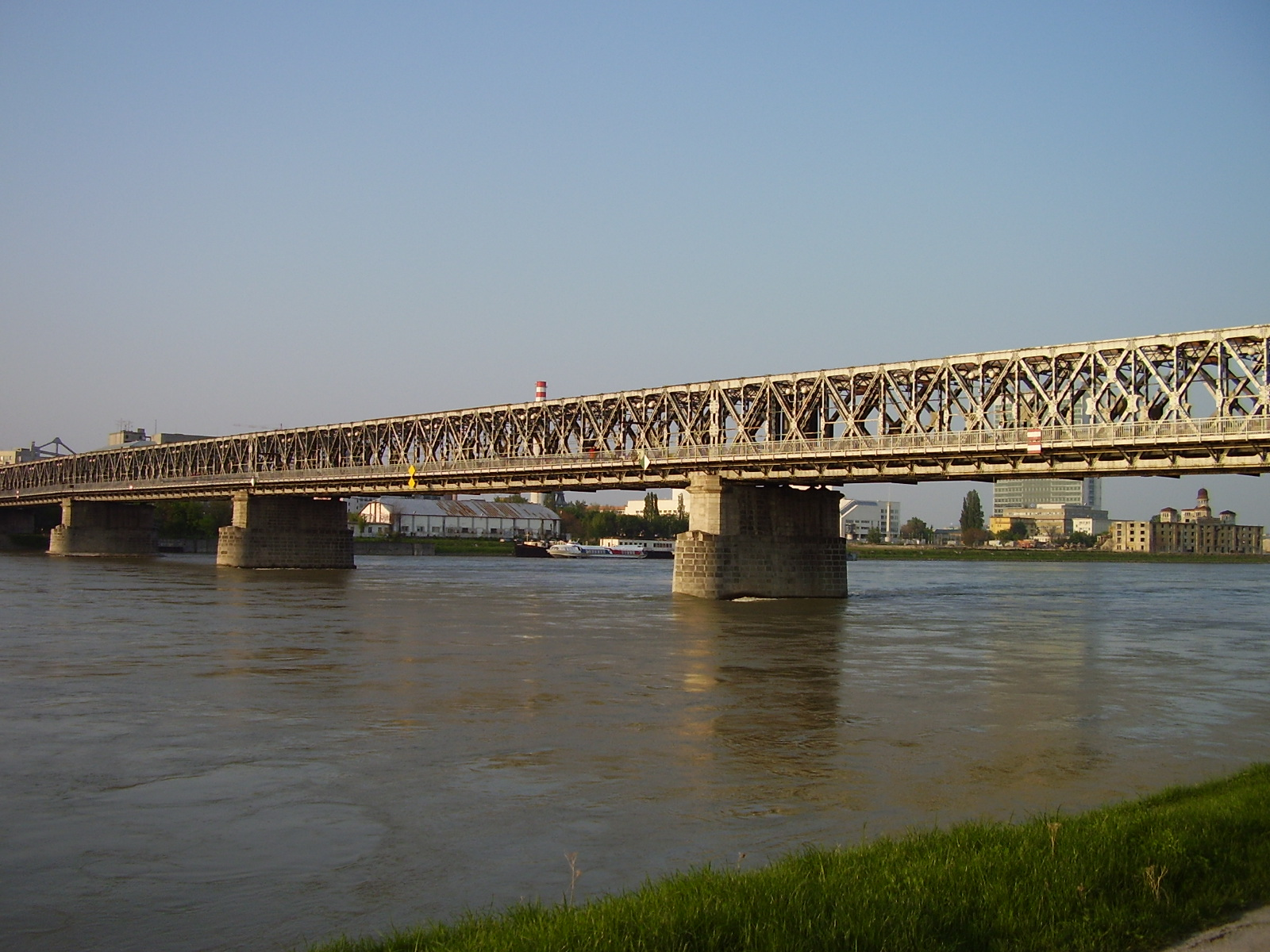
Die zweite Brücke von 1945 (Foto 2006)

Während des Zweiten Weltkriegs wurde die Stahlkonstruktion zerstört, aber Teile der Steinpfeiler blieben erhalten. Nach Kriegsende im Jahre 1945 wurde die jetzige Brücke durch die Rote Armee und ihre deutschen Kriegsgefangenen gebaut und war bis zur Eröffnung der Brücke des Slowakischen Nationalaufstandes im Jahr 1972 die einzige Donaubrücke von Bratislava. Sie verfügte über eine zweispurige Straßendecke, beidseitige hölzerne Gehwege sowie über ein Eisenbahngleis, das 1985 endgültig aufgegeben wurde. Damals als provisorische Lösung für zehn Jahre gedacht, war die Brücke aus Geldmangel bis zur stufenweisen Sperre in den Jahren 2008–13 teilweise in Betrieb, obwohl immer wieder der Vorschlag aufkam, sie endlich abreißen zu lassen.
Ab 31. Dezember 2008 wurde der allgemeine Verkehr über die Brücke gesperrt. Nur noch die ÖPNV-Busse sowie Radfahrer durften die Brücke benutzen. Am 15. Mai 2010 wurden sowohl die Straße als auch der Gehweg wegen erheblicher Baumängel der Fahrbahn voll gesperrt. Danach wurde die Fahrbahn (jedoch nicht der Gehweg) abgetragen, um das Risiko eines Absturzes in den Fluss zu vermeiden. Von 2011 bis zur baubedingten Sperre am 2. Dezember 2013 war die Brücke noch einmal für Fußgänger und Radfahrer offen.

## Neubau

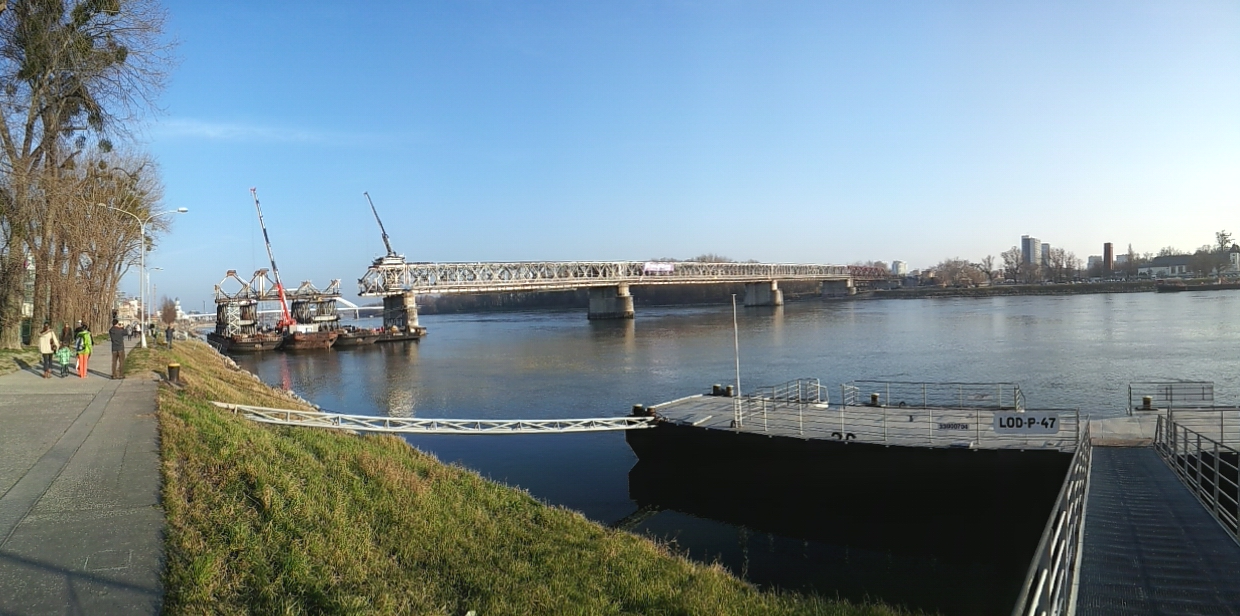
Demontage der zweiten Brücke im März 2014

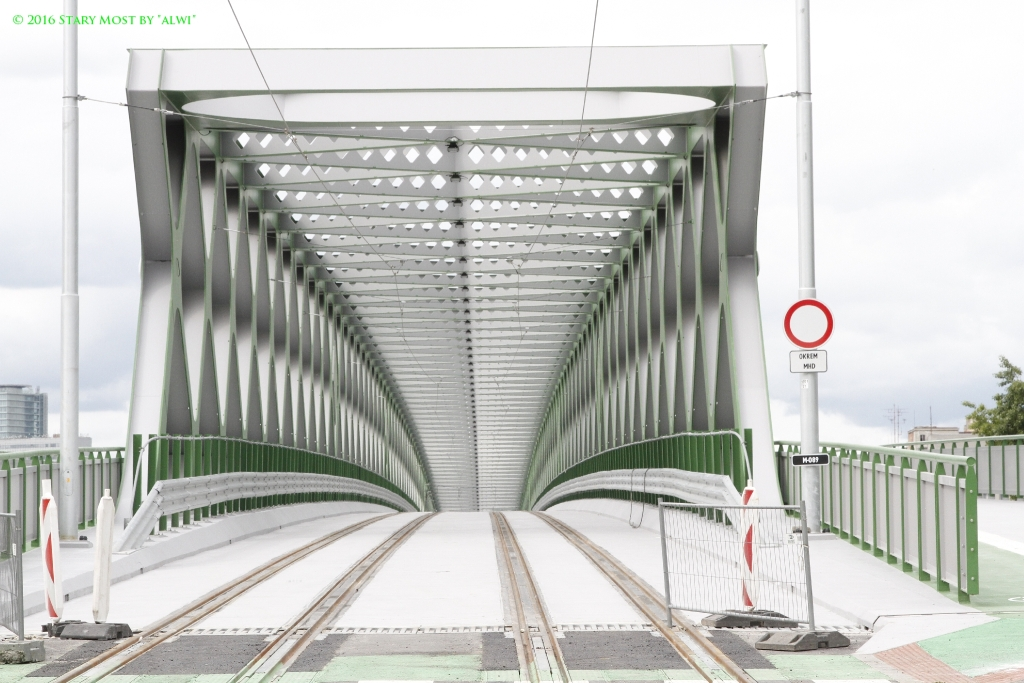
Stary Most am 13. Mai 2016, vier Tage vor der offiziellen Eröffnung

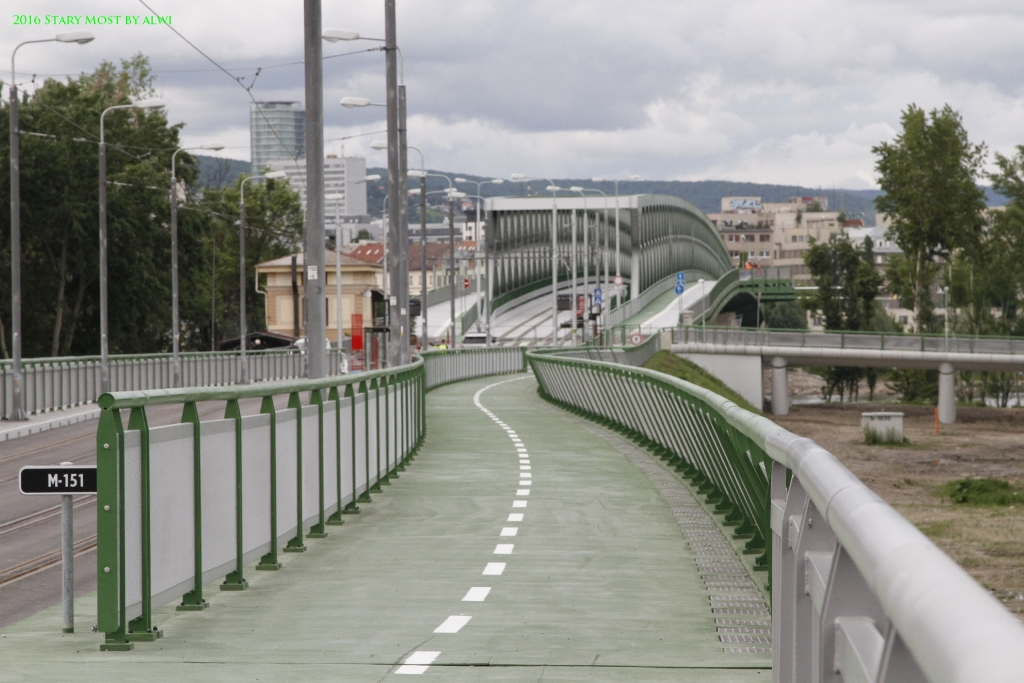

Am 22. Oktober 2013 unterzeichnete der Magistrat der Stadt Bratislava den Kontrakt über den Umbau der Alten Brücke und Bau der Straßenbahn nach Petržalka. Die Demontage lief bis Frühling 2014. Die neue Alte Brücke wurde im Mai 2016 fertiggestellt (Eröffnung 17. Mai 2016) und soll 70 Millionen Euro gekostet haben. Dem Wunsch der Bevölkerung gemäß wurde sie grün gestrichen und erinnert vom Stil her an die alte Brücke, hat aber nur noch fünf anstatt sechs Pfeiler, lässt Schiffen mehr Höhe und verfügt über zwei Straßenbahngleise. Beiderseits wurden 4,5 m breite Stege errichtet, wovon jeweils 1,5 m auf Einbahn-Radwege und 3 m auf Gehwege entfallen.